# Makó
Pour les articles homonymes, voir Mako.
Makó (en roumain Macău) est une ville du sud-est de la Hongrie, avec une population d'environ 23 000 habitants. La ville est située sur la rivière Maros, à 20 kilomètres de la frontière roumaine. La ville est traversée par la route européenne 68, qui relie la ville hongroise de Szeged (en roumain Seghedin) et la ville roumaine de Brașov (en hongrois Brassó).

## Économie
La ville est célèbre et réputée dans tout le pays pour la qualité exceptionnelle de ses oignons, d'ailleurs l'architecture de son centre thermal s'en est inspirée.

## Personnages célèbres
- Joseph Pulitzer créateur du Prix Pulitzer en 1904, y est né le 10 avril 1847.
- André de Toth, (1912-2002), cinéaste, scénariste, producteur et réalisateur américain y est né.

## Villes jumelées
- Ada (Serbie)
- Atça (Turquie)
- Miercurea-Ciuc (Roumanie)
- Sânnicolau Mare (Roumanie)
- Želiezovce (Slovaquie)
- Martinsicuro (Italie)

## Galerie photographique

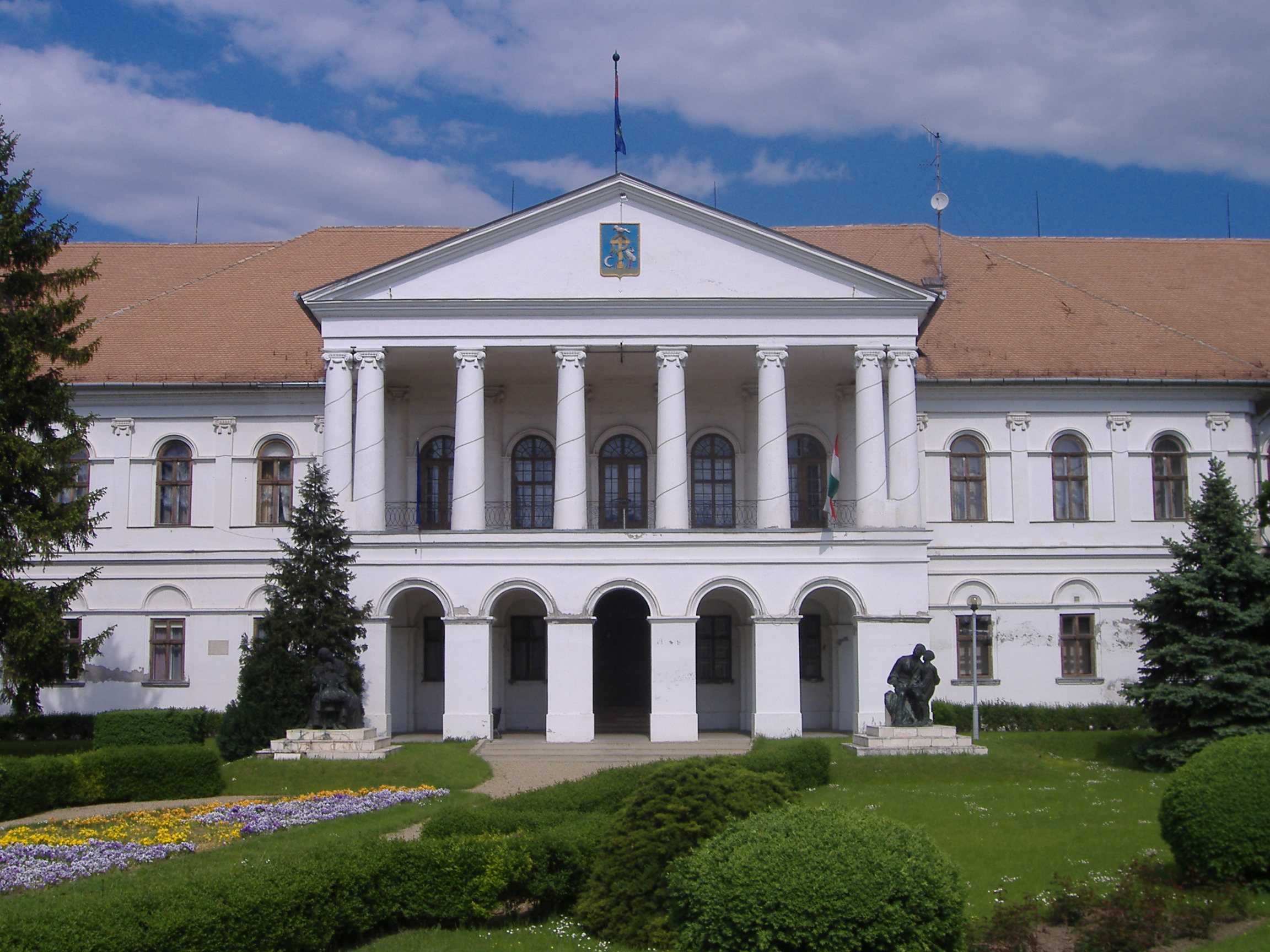
La mairie.
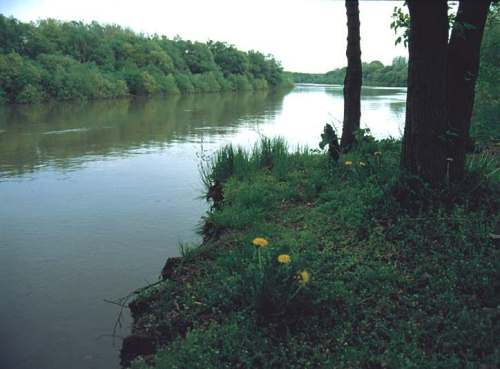
La rivière Maros.
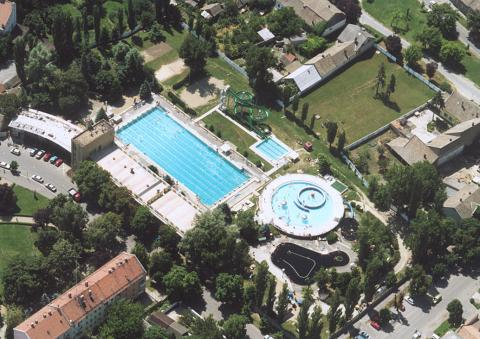
Les anciens thermes.
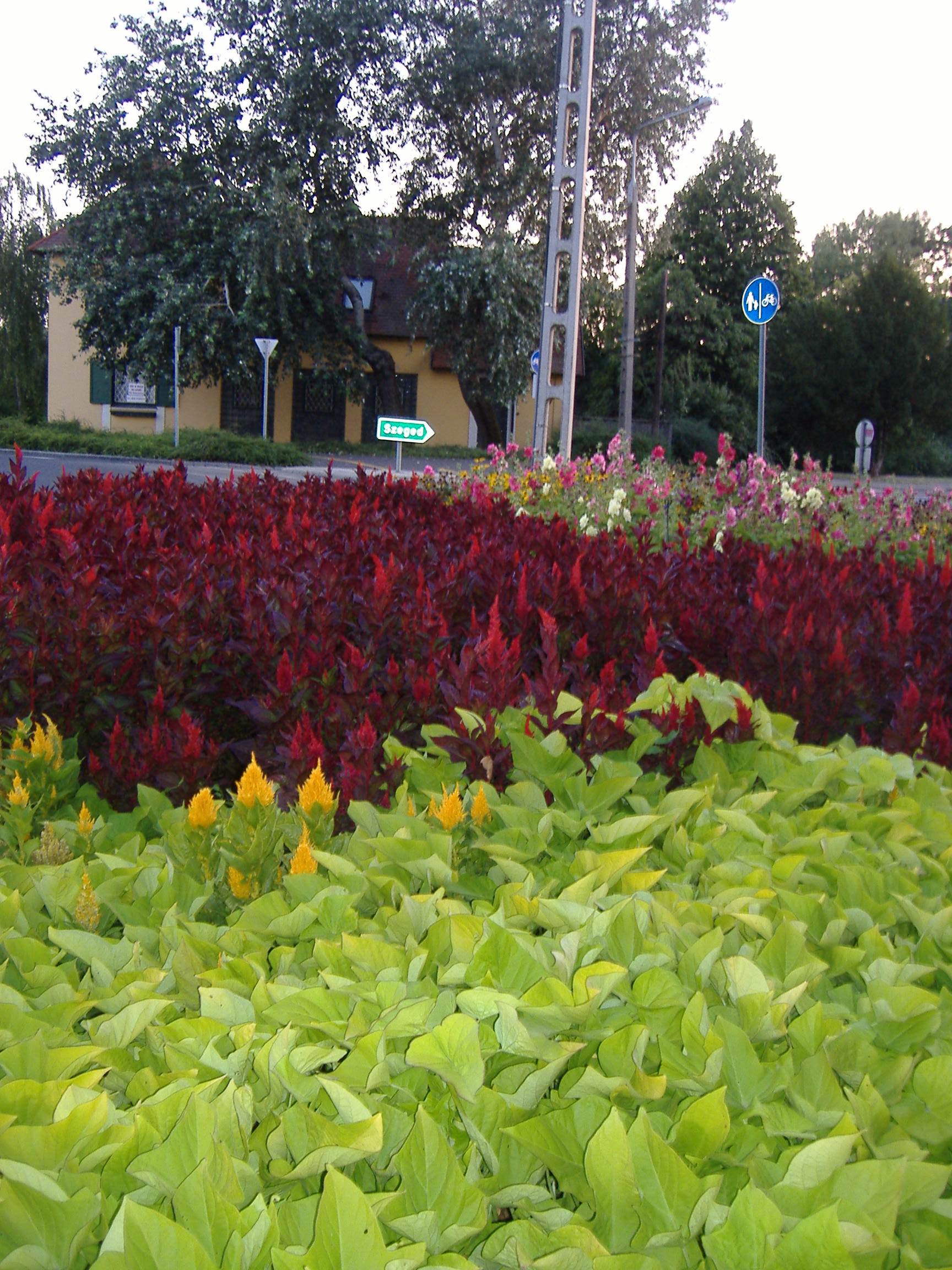
Une rue fleurie.